# شهرستان ژانانگ
شهرستان ژانانگ (به لاتین: Zhanang County) یک شهرستان‌های جمهوری خلق چین در چین است که در لهوکا واقع شده‌است.
 شهرستان ژانانگ ۲٬۱۴۱٫۹۲ کیلومتر مربع مساحت و ۳۵٬۲۷۸ نفر جمعیت دارد.